# San Lorenzo (kanton)
San Lorenzo – kanton w Ekwadorze, w prowincji Esmeraldas. Stolicą kantonu jest San Lorenzo.